# Th. Langs Seminarium
Th. Langs Seminarium blev grundlagt som privat lærerseminarium for kvinder i Silkeborg i 1894 og blev nedlagt i 1986.
Theodora Lang (1855–1935) havde lærerindeeksamen fra N. Zahles Seminarium og overtog i 1882 en privatskole i Silkeborg, og fra 1891 forberedte hun kvinder til forskolelærerindeeksamen. Dertil kom fra 1896 et kvindeseminarium og senere et gymnasium, således at den samlede betegnelse blev Th. Langs Skoler. Skolerne blev snart selvejende institutioner.
Det andet seminarium i byen, Silkeborg Seminarium fra 1886, blev også kaldt Vinters Seminarium efter forstanderen. Det var et fællesseminarium, dvs. for begge køn.[kilde mangler]

## Ledere på Th. Langs Seminarium
- 1891–1927 Theodora Lang
- 1927–1950 Karen Linderstrøm-Lang (1894-1950)
- 1950-1972 Knud Gro-Nielsen
- 1972-1979 Herluf Eriksen
- 1979–1984 Bent Nielsen

## Kendte lærere dimitteret fra Th. Langs Seminarium
- 1931 Meta Ditzel
- 1952 Johannes Sole Pedersen
- 1967 Anne Lilmoes
- 1967 Henning Bergenholtz
- 1970 Jørn Pedersen
- 1978 Søren Schmidt
- 1980 H.C. Maarup